# Volker von Prittwitz

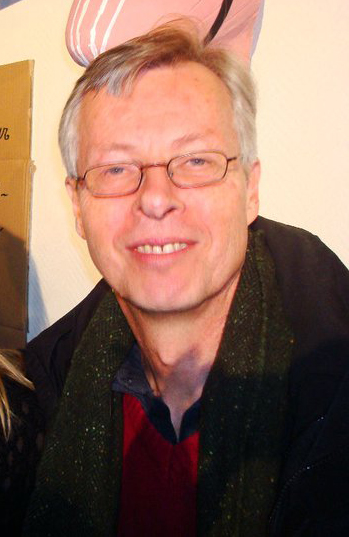
Volker Prittwitz (2011)

Volker Kurt Erdmann von Prittwitz und Gaffron (* 9. Mai 1950 in Herrsching am Ammersee) ist ein deutscher Politikwissenschaftler und außerplanmäßiger Professor am Otto-Suhr-Institut der Freien Universität Berlin. Von ihm stammt eine Reihe politikanalytischer Modelle und Erklärungsansätze.

## Leben
Prittwitz studierte ab 1969 Politikwissenschaft, Geschichtswissenschaft und Soziologie an der Universität Regensburg, von 1971 bis 1973 Politikwissenschaft und von 1974 bis 1977 Volkswirtschaftslehre an der FU Berlin, wo er zum Dr. rer. pol. promovierte. Von 1980 bis 1990 arbeitete er in Forschungsprojekten, dann als wissenschaftlicher Fellow am Internationalen Institut für Umwelt und Gesellschaft des Wissenschaftszentrums Berlin. Hierbei stand er zeitweise im Mittelpunkt umweltpolitischer Öffentlichkeit zu Smogbekämpfung und weitreichender Luftverschmutzung (Umweltaußenpolitik) und unternahm Forschungs- und Vortragsreisen in zahlreiche europäische Länder sowie nach Nord- und Südamerika. Nach seiner Habilitation 1990, Lehr- und Forschungstätigkeiten an der Technischen Hochschule Darmstadt, den Universitäten Hamburg, Erlangen, Erfurt und Greifswald und dem Max-Planck-Institut für Gesellschaftsforschung Köln sowie langjähriger Tätigkeit als Sprecher des Arbeitskreises Umweltpolitik der Deutschen Vereinigung für Politische Wissenschaft wurde er 2004 in der Freien Universität Berlin zum außerplanmäßigen Professor ernannt. 2013 gründete er ein international ausgerichtetes Online-Institut für Politikanalyse. In einem Appell (Der Betteldozent. Über den Skandal entgeltloser Lehre und Prüfungen an Universitäten) prangerte er an, dass Privatdozenten – darunter auch er – jahrelang fast unbezahlt arbeiteten/arbeiten.

## Werke
Prittwitz führte das Konzept der Politikanalyse ein. Demnach lässt sich Politik systematisch analysieren, gestützt auf ausgewiesene Modelle und Methoden der empirischen Sozialforschung – ein Potenzial vertieften Verständnisses und allgemeinwohlorientierter, dazu kritischer Politikberatung.
Im Mittelpunkt von Prittwitz’ Lehrbüchern stehen die Politikdimensionen Öffentliches Handeln (policy), Politischer Prozess (politics) und Politisches System (polity). Die Unabhängigkeit dieser Politikdimensionen variiert allerdings in der Praxis. So kann Politik lediglich macht- oder interessenbestimmt betrieben werden, ohne die Eigenständigkeit von Institutionen und sachlichen Logiken zu respektieren. Herrscht Freund-Feind-Denken, verliert Politik sogar jede eigenständige Koordinationskraft gegenüber der Logik des Kriegs. Daher ist mehrdimensionale Politik mit eigenständigen Institutionen und Sachpolitiken eine besondere historische Errungenschaft.
 Auf dieser zunächst kommunikationstheoretisch (1996) und netzwerkkritisch (2001) gewonnenen Einsicht gründet sich Prittwitz’ „Zivilitätstheorie“. Demnach verhalten sich Akteure umso ziviler, je mehr sie Freund-/Feind-Denken sowie eindimensionale Macht- und Interessenlogiken zugunsten der Logik wechselseitiger Bindung und daraus erwachsender Freiheit und Selbstverantwortung überwinden. Die zivile Moderne koordiniert sich mehrdimensional, gestützt auf ausdifferenziertes Recht (Bound Governance) und entfaltete Zivilität. Gesicherte Menschenrechte, Multilateralität, sachpolitische Kommunikation, verantwortungsethisches Abwägen, Ästhetik und Humor können allerdings wieder verloren gehen, wenn unilaterale Interessenkalküle die Oberhand gewinnen. Zivilität ist umkämpft, so innenpolitisch im Konflikt zwischen demokratischer Öffentlichkeit, Populismus, Fundamentalismus und Extremismus, in Konflikten um Staatsänderung und Separation oder im internationalen System. Unterschiedlich zivil wird auch gesellschaftlich koordiniert – siehe etwa die ausgeprägt regelbestimmten Medien Spiel und Sport, unterschiedliche Rechtsverfahren oder überwiegend machtbestimmte Organisations- und Wirtschaftsformen.
Ob sich problembezogene Sachpolitik entwickelt, hängt nach Prittwitz’ Kapazitätstheorie stark von den wahrgenommenen Handlungskapazitäten ab: Sehen sich Akteure nicht in der Lage, ein Problem zu bewältigen, tendieren sie dazu, das Problem zu verdrängen oder zu verschieben; je handlungsfähiger sie sich dagegen betrachten, desto sensibler nehmen sie das Problem wahr und desto stärker thematisieren sie es öffentlich bis hin zu Überalarmierung (Beispiele Smog, Rauchen, Atomkraft). Daher werden bewältigbare Herausforderungen häufig öffentlich als Katastrophen überhöht, während besonders schwere, unlösbare Probleme nicht oder nur unterschwellig thematisiert werden – das Katastrophenparadox.
Die Kapazitätstheorie hat auch prozess- und interessenanalytische Aspekte. So kann ein Problem nach Prittwitz’ Modell der Interessenspirale nur politisch sichtbar werden, wenn gegenüber Verursacherinteressen selbstbewusst agierende Betroffeneninteressen auftreten und damit ein Wahrnehmungs- und Interessenkonflikt entsteht. Lösen lässt sich dieser Konflikt nur mit Helferkapazitäten, aus denen zumindest auf längere Sicht eigenständige Helferinteressen an der Nutzung und Reproduktion von Helferpositionen entstehen. Je stärker und stabiler solche Helferinteressen werden, desto mehr beeinflussen sie die Art und Weise, wie mit einem Problem umgegangen wird; ja sie können eine Problemlösung, die Helferinteressen schlechter stellen würde, sogar blockieren. Insofern sind Prozesse politischer Willensbildung und Entscheidung weit komplexer und prekärer als Prozesse technischer Problemlösung.
 Sachpolitische Herausforderungen lassen sich Prittwitz zufolge nach vier Leitkriterien analysieren, kausaler Tiefe (depth), Umfang (scope), Intensität (intensity) und Geschwindigkeit (speed). Das Konzept der kausalen Tiefe resultiert dabei aus dem Modell einer lockeren kausalen Wirkungskette, in die mehr oder weniger ursächlich (tief) eingegriffen werden kann. Erst Handeln mit ausreichend großer Wirkungstiefe erfasst die Ursachen eines Problems, ermöglicht also effektive Problemlösung. Zudem wirkt es über alle Folgestufen hinweg und ist insofern effizienter als symptomnahe Maßnahmen. Allerdings sind die Handlungskosten tiefer Problemlösungen in der Regel größer als die Kosten symptomnahen Handelns, womit auch entsprechende Interessen berührt sind. Daher werden Probleme soziopolitisch in der Regel nicht nach sachlichen Management-Kriterien bewältigt, sondern, wenn überhaupt, oft stark verzögert in kleinen Schritten zunehmender Handlungstiefe und Handlungsbreite oder aber in erratisch-sprunghaften Prozessen.
Der heute gängige Begriff Umweltaußenpolitik wurde von Prittwitz 1984 in seinem Buch Umweltaußenpolitik eingeführt. Demnach können grenzüberschreitende Umweltherausforderungen nur effektiv gelöst werden, wenn sie Eingang in die Kernbereiche hoher Politik (high politics) finden – ein Konzept, mit dem in der Tendenz gemeinsame Interessen der Menschheit im Sinne Ziviler Außenpolitik (2018) in den Vordergrund treten.
Die herrschende Klimapolitik langfristiger Klimaziele und Handlungspläne analysiert Prittwitz nach dem Maya-Syndrom ökologischer Selbstvernichtung. Da es bei der Treibhausgas-Problematik um eine akute Gefahr für das Mensch-Erde-System geht, besteht ein globaler Klima-Notstand, in dem Klimaschutz Vorrang vor anderen Politikzielen hat. Auch die rasche Entwicklung Künstlicher Intelligenz fordert die Menschheit existentiell heraus (2018).
Prittwitz analysierte das deutsche Wahlsystem mehrfach (2003, 2011, 2019) nach Kriterien demokratischer Wahlen und legte dazu Reformüberlegungen vor.

### Bücher
als Autor
- Theorie der Zivilität (E-Book im E-Pub-Format), Books on Demand, Oktober 2019, ISBN 978-3-7504-0341-3
- Vergleichende Politikanalyse (unter Mitarbeit von Alina Barenz u.a./UTB 2871), Lucius & Lucius, Stuttgart 2007, ISBN 978-3-8252-2871-2
- Politikanalyse (UTB; 1707), Leske + Budrich, Opladen 1994, ISBN 3-8100-1044-8 (unter Mitarbeit von Kai Wegrich, Stefan Bratzel und Sebastian Oberthür)
- Das Katastrophenparadox. Elemente einer Theorie der Umweltpolitik, Leske + Budrich, Opladen 1990, ISBN 3-8100-0887-7 (Habilitationsschrift, FU Berlin 1990)
- Umweltaußenpolitik. Grenzüberschreitende Luftverschmutzung in Europa, Campus-Verlag, Frankfurt/M. 1984, ISBN 3-593-33369-4
- Krisenzyklus und Weltwirtschaft, Sperber, Berlin 1979, ISBN 3-921862-47-7

als Herausgeber
- Gleich und frei nach gemeinsam anerkannten Regeln. Bound Governance – Theorie der zivilen Moderne, Universitätsbibliothek der Freien Universität Berlin, Berlin Dezember 2018, ISBN 978-3-96110-227-3 (online verfügbar)
- Institutionelle Arrangements in der Umweltpolitik. Zukunftsfähigkeit durch innovative Verfahrenskombinationen? Leske + Budrich, Opladen 2000, ISBN 3-8100-2641-7
- Verhandeln und Argumentieren. Dialog, Interessen und Macht in der Umweltpolitik. Leske + Budrich, Opladen 1996, ISBN 3-8100-1470-2
- Umweltpolitik als Modernisierungsprozeß. Politikwissenschaftliche Umweltforschung und -lehre in der Bundesrepublik Deutschland. Leske + Budrich, Opladen 1993, ISBN 3-8100-1030-8

### Ausgewählte Artikel/Kurztexte
- Klimagefahrenabwehr. Handeln zum effektiven Klimaschutz. Jetzt, Januar 2019 (Homepage von Volker von Prittwitz)
- Parité und Wahlsystemreform. Schreiben an Bundestagspräsident Schäuble. Mai 2019, (Homepage von Volker von Prittwitz)

- Hat Deutschland ein demokratisches Wahlsystem?, in: Aus Politik und Zeitgeschichte, Beilage zur Wochenzeitung Das Parlament, Nr. 4/2011 vom 24. Januar 2011 (online verfügbar)

- Mehrdimensionale Kommunikation als Demokratiebedingung (Multi-dimensional communication as a precondition of democracy). Vortrag im Wissenschaftszentrum Berlin für Sozialforschung, 2005: (online verfügbar)

- Vollständig personalisierte Verhältniswahl. Reformüberlegungen auf der Grundlage eines Vergleichs der Wahlsysteme Deutschlands und Finnlands, in: Aus Politik und Zeitgeschichte. Beilage zur Wochenzeitung Das Parlament, B 52 vom 22. Dezember, 2003, S. 12–20 (online verfügbar)

- Zivile oder herrschaftliche Religion? Fundamentalismus, Religionsfreiheit und die Verantwortung des zivilen Staates, in: Aus Politik und Zeitgeschichte. Beilage zur Wochenzeitung Das Parlament B 18 vom  3. Mai 2002, S. 33–38 (online verfügbar)

- Die dunkle Seite der Netzwerke (2001), in: Ders. (Hrsg.): Gleich und frei nach gemeinsam anerkannten Regeln. Bound Governance – Theorie der zivilen Moderne, Universitätsbibliothek der Freien Universität Berlin, Berlin 2018, S. 192–216 (online verfügbar)
- Verhandeln im Beziehungsspektrum eindimensionaler und mehrdimensionaler Kommunikation, in: Volker von Prittwitz (Hrsg.), Verhandeln und Argumentieren. Dialog, Interessen und Macht in der Umweltpolitik, Leske + Budrich, Opladen S. 41–68

- Katastrophenparadox und Handlungskapazität. Theoretische Orientierungen der Politikanalyse, in: Adrienne Heritier (Hrsg.), Policy-Analyse, Sonderheft 24 der Politischen Vierteljahresschrift, 1993, S. 328–357
- Gefahrenabwehr – Vorsorge – Strukturelle Ökologisierung. Drei Idealtypen der Umweltpolitik, in: U. E. Simonis (Hrsg.), Präventive Umweltpolitik, Campus, Frankfurt am Main, New York, S. 46–63

- Politikfeldanalyse und traditionelle Politikwissenschaft – Das Beispiel Umweltpolitik, in: H.-H. Hartwich (Hrsg.), Policy-Forschung in der Bundesrepublik Deutschland, Opladen, Westdeutscher Verlag, Opladen 1985, S. 198–203
- Vorausgreifende Smogbekämpfung. Materialien und Überlegungen zur Luftreinhaltepolitik in der Bundesrepublik Deutschland, IIUG (WZB) Discussion Paper 1981–5. Berlin 1981